# Onthophagus panoplus
Onthophagus panoplus är en skalbaggsart som beskrevs av Bates 1888. Onthophagus panoplus ingår i släktet Onthophagus och familjen bladhorningar. Inga underarter finns listade i Catalogue of Life.